# Pediciidae
Pediciidae zijn een familie uit de orde van de tweevleugeligen (Diptera), onderorde muggen (Nematocera). Wereldwijd omvat deze familie zo'n 12 genera en 496 soorten.

## In Nederland waargenomen soorten
- Genus: Dicranota
  - Dicranota bimaculata
  - Dicranota claripennis
  - Dicranota pavida
  - Dicranota subtilis
- Genus: Pedicia
  - Pedicia littoralis
  - Pedicia rivosa - (Grote Steltmug)
  - Pedicia straminea
- Genus: Tricyphona
  - Tricyphona immaculata
  - Tricyphona schummeli
  - Tricyphona unicolor
- Genus: Ula
  - Ula mollissima
  - Ula sylvatica